# Mariano Benítez
Mariano Benítez es una localidad del partido de Pergamino, provincia de Buenos Aires, Argentina.
Se encuentra 7 km al este de la ruta provincial 32 y a 9 km del Arroyo del Medio (que es el límite entre las provincias de Buenos Aires y Santa Fe). Linda con la localidad santafesina de General Gelly. Una de las características más sobresalientes de este pueblo es que tiene calles diagonales.

## Importancia histórica
A unos 5 km al este, a orillas del arroyo Cepeda (en la provincia de Buenos Aires) y del Arroyo del Medio se libraron las denominadas "Batallas de Cepeda", enfrentamientos que fueron claves para la historia argentina. (En 1820), el que significó el triunfo de los caudillos Estanislao López y Francisco Ramírez sobre las fuerzas porteñas, lo que provocó la disolución del poder central; y (en 1859), entre las tropas porteñas dirigidas por Bartolomé Mitre y las fuerzas del General Urquiza, lo que permitió la unión entre el Estado de Buenos Aires y la Confederación Argentina.

## Historia
Benítez es un bucólico pueblo del partido de Pergamino, que reúne una población de 169 habitantes. 
Fue fundado por don Miguel V. Dávila el 8 de setiembre de 1908, con la venta de los primeros solares. Previamente las vías de la Compañía General de Ferrocarriles en la provincia de Buenos Aires (C.G.P.B.A.), una empresa de capitales franceses, había atravesado sus fértiles campos.
El 25 de febrero de 1907, se designó con el nombre de Mariano Benítez a la estación ubicada en los kilómetros 287/288 de ese ramal. Recuerda a un primo de Dávila, el Dr. Mariano Manuel Benítez, que había fallecido en 1891. Benítez había dedicado grandes esfuerzos a mejorar la estancia “La Ambogena” que había heredado de su padre José Francisco Benítez quien la había adquirido en las primeras décadas del siglo XIX, convirtiéndose en una de las familias pobladoras más antiguas del partido de Pergamino.

## Fundador
- Miguel Victoriano Dávila

## Población
Cuenta con 168 habitantes (Indec, 2010), lo que representa un descenso del 11,6% frente a los 190 habitantes (Indec, 2001) del censo anterior.
| Gráfica de evolución demográfica de Mariano Benítez entre 1991 y 2010 |
|                                                                       |
| Fuente: Censos nacionales del INDEC                                   |

## Actividad Educativa y Social
En la localidad funciona el SEIN N.º 8 y la EPB N.º 14,  “Senador Miguel V. Dávila” que cubren las necesidades educativas de la población. La biblioteca rural Mariano Benítez fundada el 3 de noviembre de 1983 es una entidad de extensión cultural que cubre las necesidades de difusión de la lectura en la localidad. Las relaciones sociales están cubiertas por el Foot Ball Club y el Club Social. El Centro de Jubilados de la localidad dispone para sus actividades de un sector de la vieja estación de trenes que diera origen a la localidad.

## Delegación municipal
- Delegado: Sr. Mauricio Crescimbeni.

## Sitios de interés
Museo Batallas de Cepeda – Mariano Benítez:
El Museo fue inaugurado el 28 de marzo de 2015, en la localidad de Mariano Benítez, en cuyos campos tuvieron lugar las dos Batallas de Cepeda, en 1820 y 1859 respectivamente. Funciona en el edificio del antiguo Almacén de Ramos Generales de Villanueva Hermanos donado por la familia al municipio. Las campañas arqueológicas, junto con el aporte de los pobladores fueron fundamentales para constituir la colección.
Iglesia de Nuestra Señora del Carmen:
La iglesia consagrada a Nuestra Señora del Carmen, fue inaugurada el 29 de abril de 1923: originariamente no pertenecía al clero sino a la estancia La Ambogena. Toma el nombre de Carmen en honor a la esposa del propietario de la estancia, que trae desde España, en 1919, la imagen de la Virgen que preside el templo. De estilo neocolonial, su campana fue fundida en Francia y sus adornos son en su mayoría de origen europeo.